# Conacul Haret din Vlădeni
Conacul Haret din Vlădeni este un monument istoric situat în satul Vlădeni, județul Botoșani. Clădirea a fost construită în anul 1760. Figurează pe noua listă a monumentelor istorice sub codul LMI: BT-II-m-B-02026.

## Imagini

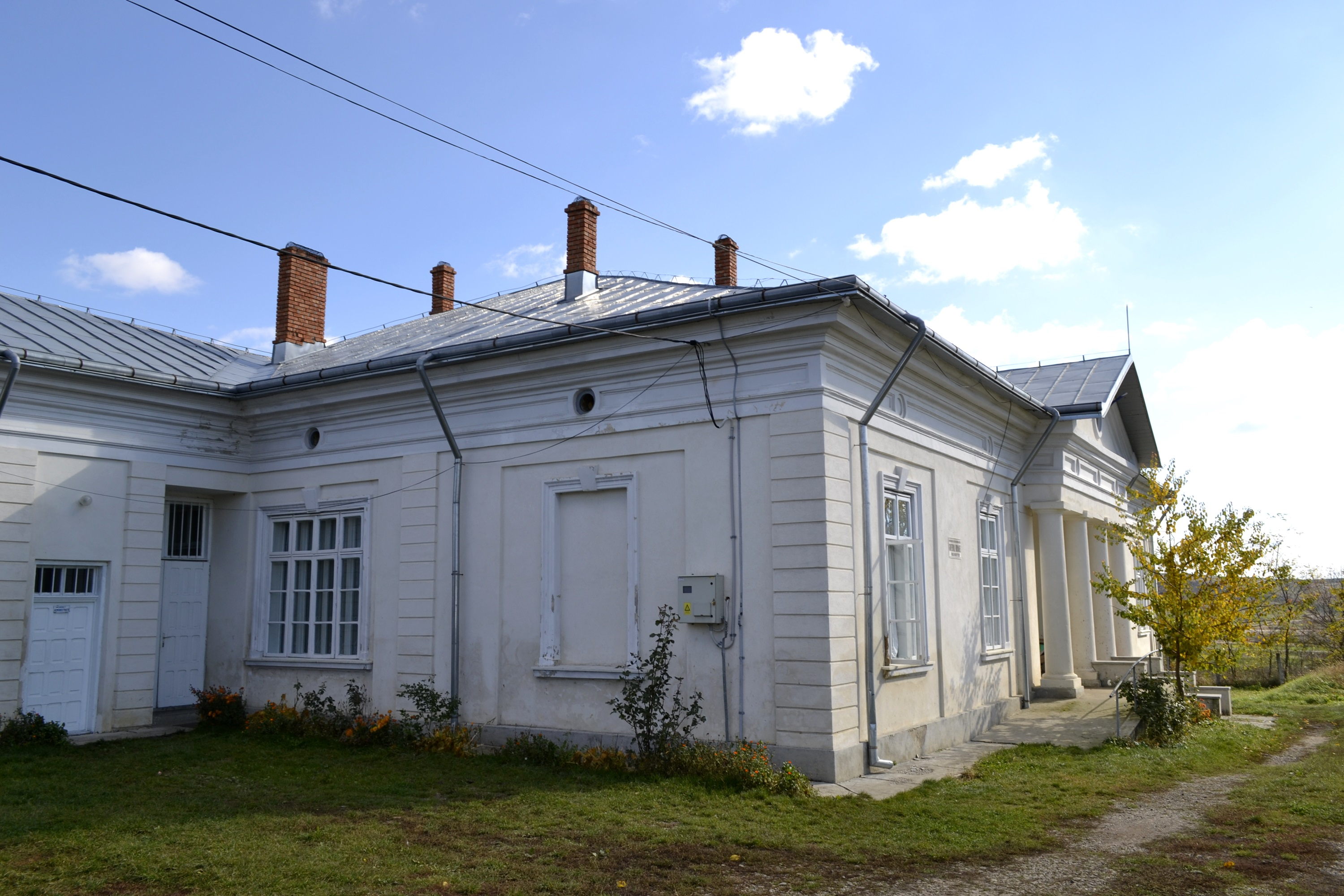